# Белкер
Белкер (фр. Belcaire) насеље је и општина у јужној Француској у региону Лангдок-Русијон, у департману Од која припада префектури Лиму.
По подацима из 2011. године у општини је живело 457 становника, а густина насељености је износила 14,9 становника/km². Општина се простире на површини од 30,68 km². Налази се на средњој надморској висини од 1052 метара (максималној 1.546 m, а минималној 696 m).

## Демографија
| 1962. | 1968. | 1975. | 1982. | 1990. | 1999. | 2011. |
| ----- | ----- | ----- | ----- | ----- | ----- | ----- |
| 423   | 504   | 463   | 421   | 360   | 392   | 457   |

График промене броја становника у току последњих година